# Gen Verde
Il Gen Verde International Performing Arts Group  è una band tutta al femminile attualmente composta da 19 artiste di 14 Paesi. 
In oltre 50 anni di attività il gruppo ha messo in scena oltre 1.500 spettacoli ed eventi in tutto il mondo, producendo 70 album in 9 lingue. Il lavoro delle 147 componenti che negli anni hanno fatto parte del Gen Verde ha dato vita a produzioni artistiche diversificate, tra concerti live, musical e l’attività didattica e formativa rivolta ai giovani, attraverso workshop e corsi specifici.

## Storia
Il gruppo nasce a Loppiano, cittadella internazionale del Movimento dei Focolari il 23 dicembre 1966, quando  un gruppo di ragazze ricevettero in dono da Chiara Lubich, la fondatrice del movimento, una batteria verde.
Il gruppo, unendo nel nome il colore verde della batteria con l'acronimo gen—generazione nuova - vuole contribuire, attraverso l'ambito artistico, alla realizzazione dell'unità tra uomini e popoli.
Nei primi anni il Gen Verde produce numerosi 45 giri, tra cui, I ponti, che viene tradotto in diverse lingue, tra cui maltese e coreano.  Nei concerti presentano uno show di musica folk, e di canzoni proprie.
Nel 1975 esce il primo LP, Corriamo insieme, mentre nel 1977 viene pubblicato il primo album di canti liturgici Gratitudine. Del 1980 è la raccolta Revival, che ripropone alcune canzoni storiche del complesso incise in diverse lingue, come I ponti, Per la nuova primavera, Rayons de soleil, Il raggio della tua avventura.
Nel 1982 il gruppo presenta il primo spettacolo itinerante, fatto non solo di canzoni, ma anche di brani strumentali, coreografie ed effetti luce, Il mondo una casa, "che di fatto segnerà la storia del gruppo per metà del decennio, in centinaia di rappresentazioni sulle piazze più prestigiose del pianeta"
Nel 1985 esce Mille strade di luce, un'opera rock che contiene elementi di questo genere musicale e una ricerca di suoni elettronici.
Nel 1990 presentano lo show Le sfide del 2000, un concerto metà rock, metà musica tradizionale. Questi anni sono il periodo più produttivo della band: oltre il programma attuale registrano dischi per varie occasioni, soprattutto in ambito mariano, fanno una grande tournée nell'oriente, partecipano alla Giornata Mondiale della Gioventù a Częstochowa e presentano il nuovo concerto nel parlamento della Cecoslovacchia. Nel 1993 esce il loro primo CD con canzoni tratte dall'ultimo concerto e riarrangiate.
Nel 1996 presentano Prime pagine, un musical in due atti che racconta la storia della nascita del Movimento dei Focolari. Lo spettacolo viene tradotto in 11 lingue e portato nei 4 continenti: dal Brasile alla Corea del Sud e Giappone.
In tutti questi anni di attività il gruppo ha partecipato a molteplici eventi in tutto il mondo sia di carattere religioso, inter-religioso, e sociali. Tra le più significative la Giornata Mondiale della Gioventù in Panama nel 2019, proseguendo poi in tour in America Centrale e Caraibi, toccando i paesi di Cuba, Guatemala e San Salvador.
Nel 2005 esce il disco del nuovo tour La coperta del mondo, proseguimento di Prime Pagine, creato per esortazione della stessa Chiara Lubich.
Nel 2007 la band è stata invitata in Canada per accompagnare il Congresso Eucaristico Internazionale.
Nel 2008 esce G Giovani e Gen Verde. I testi sono rielaborazioni di scritti di adolescenti, gli arrangiamenti con contaminazioni rock e rap ne fanno un disco molto diverso dalla loro produzione precedente. Il 23 dicembre, nel teatro Verdi di Firenze, uno spettacolo riunisce il Gen Verde ed il Gen Rosso per celebrare i 40 anni dei due gruppi.
Nel 2009 presentano il musical Maria fiore dell'umanità dedicato alla Madre di Gesù, una raccolta di brani vecchi e inediti, con coreografie completamente nuove.
Nel 2010 il Gen Verde è in tournée in Spagna con il concerto Rapsodia.
Nel 2012 il gruppo lancia il progetto "Start Now": è un progetto di apprendimento esperienziale del Gen Verde creato per educare alla pace e al dialogo. Promuove l'intelligenza culturale, l'apertura alla diversità, all’inclusione e al rispetto verso tutti.
Nel 2013 nasce l'album e concerto Music Made to be Played e forme di concerti acustici pensati per spazi piccoli e per un pubblico più ristretto.

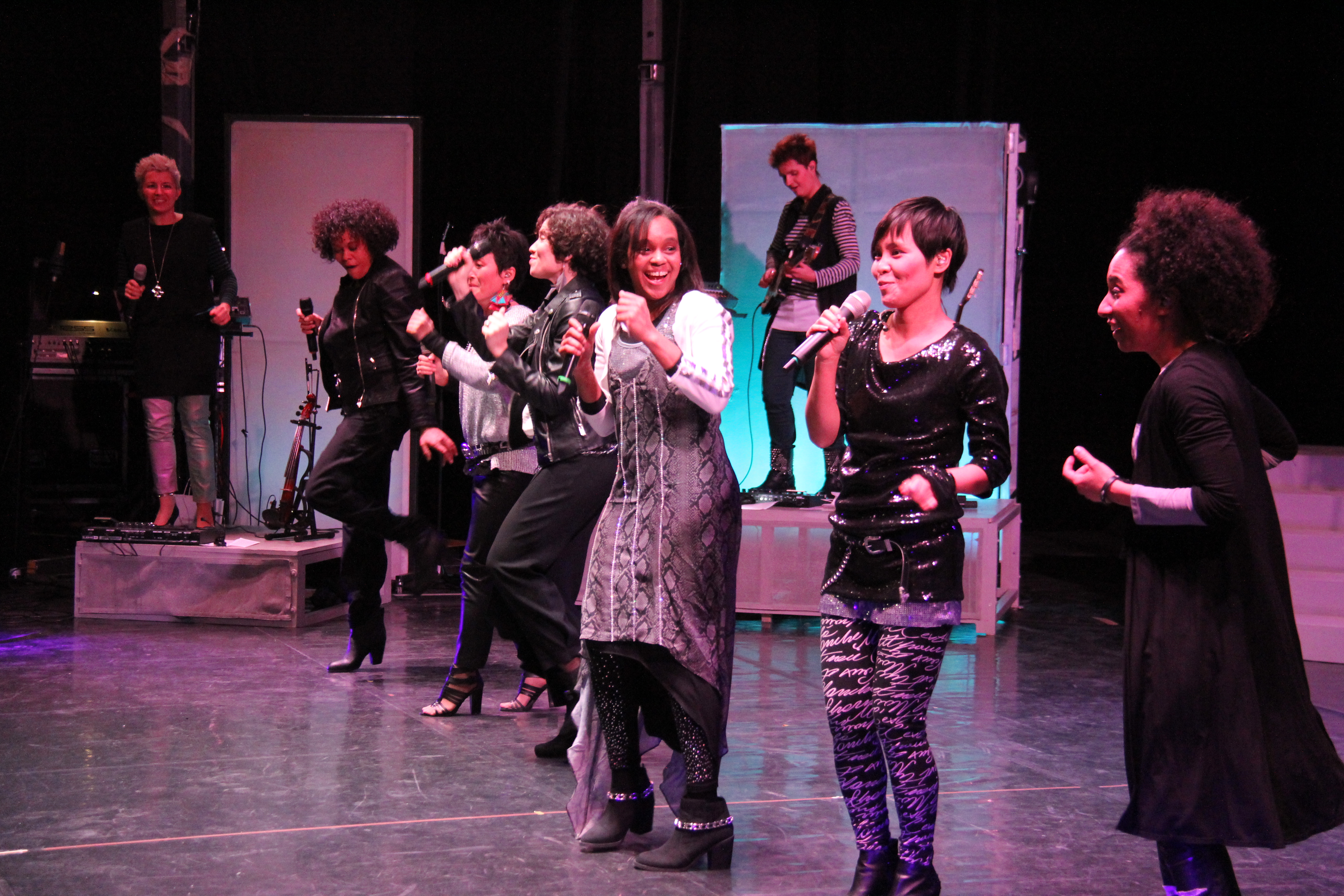
Gen Verde sul palco.

Nel 2015 il concerto  "On the Other Side".
Nel 2017 lanciano Vive Hoy, Vive Aquí e He's Alive, ambedue di canti liturgici per il periodo pasquale.
Nel 2018 Nasce l'album e concerto From the Inside Outside: un spettacolo multimediale energico dallo stile pop-rock d’ispirazione etnica, cosa che caratterizza la musica del gruppo.
Anche durante il periodo di pandemia da Covid-19 la produzione artistica non si ferma: realizzando performance e incontri online con giovani e gruppi di tutto il mondo, si è voluto trasmettere, con parole e musica, un messaggio di speranza e solidarietà.

## Membri attuali del gruppo
- Adriana García García (bassista) - Messico
- Adriana Martins (cantante) - Brasile
- Alessandra Pasquali (attrice e cantante) - Italia
- Ana Rosa Mussin (danzatrice) - Argentina
- Annalisa Garnero (violinista) - Italia
- Beatrice An (cantante e danzatrice) - Corea del Sud
- Colomba Bai (Tastierista e cantante ) - Corea del Sud
- Chrispine Kihembo (percussionista) - Uganda
- Christina Wang (batterista) - Malaysia
- Jamaica Lyra (fonica palco e percussionista) - Brasile
- María Andreina Rivera (cantante e danzatrice) - Venezuela
- María Fátima Alvárez (cantante e danzatrice) - Argentina
- Marie Kudo (tecnica luci) - Canada
- Mariaregina Piazza - Italia
- Mileni Pastore (chitarrista) - Brasile
- Nancy Uelmen (compositrice, cantante e tastierista) - Stati Uniti d'America
- Raiveth Banfield (cantante e danzatrice) - Panama
- Sally McAllister (manager) - Irlanda del Nord
- Sílvia Reis (fonica e tecnica audio) - Portogallo
- Xochitl Rodríguez (tecnica audio) - El Salvador

## Album

### Edizioni italiane LP, CD
- 1975 - Corriamo insieme
- 1980 - Revival - válogatás
- 1982 - Il mondo una casa
- 1986 - Mille strade di luce
- 1989 - Il mondo ferma la sua corsa
- 1991 - 68' live da "Le sfide del 2000"
- 1993 - Accordi
- 1996 - Prime pagine
- 1999 - Ieri, oggi... sempre - The best of Gen Verde
- 2005 - La coperta del mondo
- 2007 - Maria, fiore dell'umanità
- 2008 - "G" Giovani e Gen Verde
- 2009 - One Stage, One World
- 2013 - Da quel si... (online)
- 2013 - Gli introvabili (online)
- 2014 - Music Made to be Played
- 2015 - On the Other Side
- 2018 - From the inside outside

### Messe, canti liturgici
- 1978 - Gratitudine
- 1987 - È bello lodarti
- 1991 - Sulla via della speranza
- 1998 - Come fuoco vivo, insieme al Gen Rosso
- 2000 - Cerco il tuo volto
- 2007 - Messa della concordia
- 2011 - Il Mistero Pasquale
- 2017 - Vive Hoy, Vive Aquí
- 2017 - He's Alive

### Edizioni internazionali
- 1972 - Die Brücken-Let me be - singolo (Germania)
- 1973 - Wasserpfützen-Madonna von Michelangelo - singolo (Germania)
- 1975 - Sunrise (U.K.)
- 1976 - Ein neuer Frühling (Germania)
- 1978 - Rayons de soleil (Francia)
- 1979 - Wege der Hoffnung (Germania)
- 1980 - Nacerá una música (Spagna)
- 1981 - Prism (USA)
- 1981 - Noten einer melodien (Germania)
- 1982 - Unsere Welt (Germania)
- 1982 - El mundo, una casa (Spagna)
- 1986 - Breakthrough (USA)
- 1986 - La rue du temps qui passe (Francia)
- 1987 - Brücken zu Dir - Revival (Germania)
- 1988 - Breakthrough (Germania)
- 1989 - Asian tour 1989 (Corea)
- 1990 - Im Rhythmus der Erde (Germania)
- 1991 - Gente del dos mil (Spagna)
- 1991 - Ljudi godine 2000 (Croazia)
- 1991 - L'udia roku 2000 (Rep. Ceca)
- 1992 - Horizon 2000 (UK)
- 1996 - Primeras páginas (Spagna)
- 1997 - First pages
- 2002 - Giodgiangulyeolmyo (Corea)
- 2002 - O Amor Vive (Brasile)
- 2002 - Primeiras paginas (Brasile)
- 2005 - Busco tu rostro - EP (Spagna)
- 2007 - Notas de fraternidad - EP (Spagna)
- 2008 - A new dawning (USA)

### Singoli
- 1969 - Che saremmo noi / Importa amar
- 1969 - Lungo il fiume / M'imbevo di luce
- 1970 - Oggi i tempi sono buoni / C'è chi aspetta te
- 1970 - La felicità / Quando il tuo cielo sembra grigio
- 1970 - I ponti / Le tre goccioline
- 1971 - La tempesta / Ora
- 1973 - Le pozzanghere / Ricordati di me
- 1973 - Per la nuova primavera / Perché molto hai amato
- 1975 - Madonna di Michelangelo / I ponti
- 1978 - Per amore / Il raggio della tua avventura
- 2013 - Peace Prayer (online)
- 2013 - A New Beginning (online)
- 2016 - Turn it Up
- 2019 - Turn Around ""

### Video
- 1982 - Una serata con il Gen Verde
- 1992 - Le sfide del 2000
- 1998 - Prime pagine
- 2006 - La Coperta del mondo

### Antologie
- 1981 - FamilyFest 81
- 1985 - Gen Fest 85 (Mille strade)
- 1989 - Seghe Seoul Seongcedehwe (Corea)
- 1990 - Gen Fest 90 (Pagine di speranza, Collage canti)
- 1991 - I giovani e il Papa insieme - EP
- 1995 - T'ho chiamato per nome (Una voce nel buio)
- 2003 - Maria, trasparenza di Dio, con il Gen Rosso ed altri
- 2005 - Just family, con il Gen Rosso ed altri - EP

### Rassegna stampa
- Da Città Nuova - 11 febbraio 2014
- Da Città Nuova - 8 settembre 2016
- Da Rome Reports - 3 febbraio 2017
- Da Reggionline - 9 luglio 2017 Archiviato il 12 aprile 2018 in Internet Archive.
- Da Gazzetta di Reggio - 4 luglio 2017
- Da La Libertà - 2 luglio 2017